# Porto Tolle
Porto Tolle est une commune de la province de Rovigo en Vénétie en Italie.

## Géographie
Porto Tolle est située à la pointe est du delta du Pô, entre à la confluence du Po di Venezia, Po di Gnocca et Po di Maestria, au sud de la lagune de Venise, juste à la limite de la Vénétie et de la région d'Émilie-Romagne.

## Histoire

### Géologie
L’origine du delta du Pô, du point de vue géologique, est un territoire très jeune, formé par les dépôts d’alluvion que le Pô a transporté pendant des milliers d’années jusqu’à son embouchure dans l’Adriatique.
Si cette zone apparaît comme peu pourvue d’histoire, en réalité, elle était déjà connue commercialement bien avant l’ère chrétienne par la cité d’Adria et le port de Goro d’où les marchandises venues par (et de) la mer remontaient le Pô jusqu’à la région de Milan.
Dans les dernières 4000 années, le Pô a changé plusieurs fois son cours, mais ce sont les Vénitiens qui, pour des raisons économiques, prirent l’excuse de l’ensablement possible de la lagune de Venise pour dévier le bras Nord du fleuve plus au Sud. L’opération Taglio di Porto Viro, débutée en 1600 et achevée le 16 septembre 1604, contribua à l’ensablement progressif de la zone à l’Est d’Adria et de Goro.

### Évolution
Le panorama historique de Poro Tolle débute précisément depuis cette opération du Taglio di Porto Viro. Les terres créées par les sédiments très fertiles charriés par le fleuve intéressèrent quelques grandes familles Vénètes, comme les Garzoni, les Tiepolo, les Venier, les Farsetti, les Corregio, les Pisani, les Dolfin, les Soranzo et autres, qui acquirent et donnèrent leur nom à ces terres transformées en rizières.
En 1797, par le traité de Campoformio et la chute de la république de Saint-Marc, le Delta fait partie de la République cisalpine et la commune de Porto Tolle (anciennement San Nicolo di Ariano) est créée  dans le Podestat de Loreo.
De 1805 à 1815, la commune fait partie du royaume d'Italie, puis par le congrès de Vienne, la commune passe au royaume de Lombardie-Vénétie sous domination autrichienne.
L’application de la vapeur à de puissantes pompes hydrauliques permit la bonification des marais en terrains cultivables et l’établissement de nombreuses familles produisit une main-d’œuvre abondante. Porto Tolle resta assujetti à l’Autriche jusqu’en octobre 1866, puis retourna au royaume d'Italie et le 23 avril 1867, Porto Tolle devint définitivement une commune.

## Population

### Évolution de la population en janvier de chaque année
| 1871  | 1901  | 1921   | 1951   | 1961   | 1971   | 1981   | 1991   | 2001   |
| ----- | ----- | ------ | ------ | ------ | ------ | ------ | ------ | ------ |
| 5 192 | 7 347 | 10 726 | 20 692 | 13 976 | 10 277 | 10 885 | 11 070 | 10 666 |

| 2011   | - | - | - | - | - | - | - | - |
| ------ | - | - | - | - | - | - | - | - |
| 10 666 | - | - | - | - | - | - | - | - |

## Économie

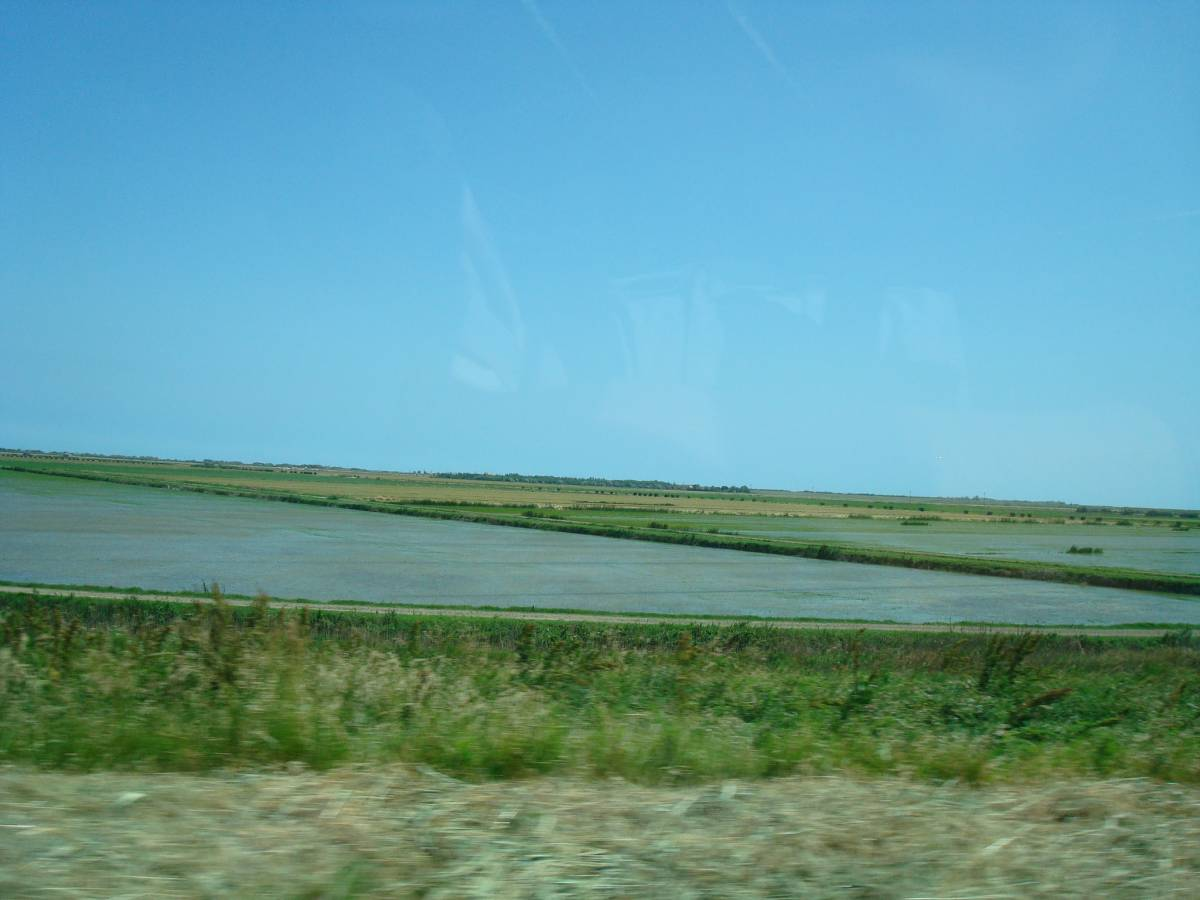
Les rizières de Porto-Tolle

- Culture du riz dans des zones situées le long des bras du Pô, à un niveau inférieur à celui du fleuve et protégé par les digues de terre. Certains de ces terrains étaient d’anciens marais utilisés pour la pêche.
- La pêche, principalement à l’intérieur des anses (Scardovari, Bottonera, Canarin, Basson) ou des marais (valli en italien) qui se pratique à partir de « cabanons » ou de barques à fond plat. Il y a aussi la pêche traditionnelle en haute mer.
- La pisciculture et les parcs à moules et autres mollusques.

## Curiosités, tourisme
- Balades à vélo (location possible sur place) sur les routes asphaltées et relativement plates du delta, promenade en canoë sur les eaux calmes des anses et marais.
- Les stations balnéaires (Boccasette, Barricata), les nombreux campings et villages de vacances, les restaurants (surtout à poissons et crustacés), les agritourisme et hôtellerie traditionnelle.
- Excursion en barque ou bateau pour découvrir la nature et la vie des marais et du delta ou la pêche sportive en haute mer.

- À Santa Giulia, se trouve un des derniers ponts de barques sur le Pô,
- À  Pila, le phare de la pointe de Maestra,
- Polesine Camerini, la centrale thermoélectrique (visitable) fonctionnant au fioul et au charbon avec sa cheminée de 250 mètres, la plus haute d’Italie, mais qui ne va pas sans poser quelques problèmes de pollution,
- Quelques vieilles églises et maisons de maître du XVIIIe et XIXe siècles, ainsi que des maisonnettes traditionnelles de pêcheurs à toit de chaume.

## Événement commémoratif
Fêtes patronales dans les hameaux en juin-juillet et août (dates variables selon les années).

## Fêtes, foires
Foire du Delta à Ca'Tiepolo début septembre,

## Administration
| Période                                  | Période  | Identité        | Étiquette | Qualité |
| ---------------------------------------- | -------- | --------------- | --------- | ------- |
| 27 mai 2003                              | En cours | Silvano Finotti |           |         |
| Les données manquantes sont à compléter. |          |                 |           |         |

### Hameaux
Boccasette, Bonelli, Ca'Dolfin, Ca'Mello, Ca'Mora, Ca'Tiepolo, Ca'Venier, Ca'Zuliani, Case Orcaro, Cassella, Donzella, Gnocca, Maestrazza, Pila, Polesine Camerini, San Giorgio, Santa Giulia, Scardovari, Tolle, Villaggio Pescatori

### Communes limitrophes
Ariano nel Polesine, Porto Viro, Taglio di Po, Goro (Italie)

### Jumelages
- Medulin (Croatie)
- Trecate (Italie)

## Galerie de photos

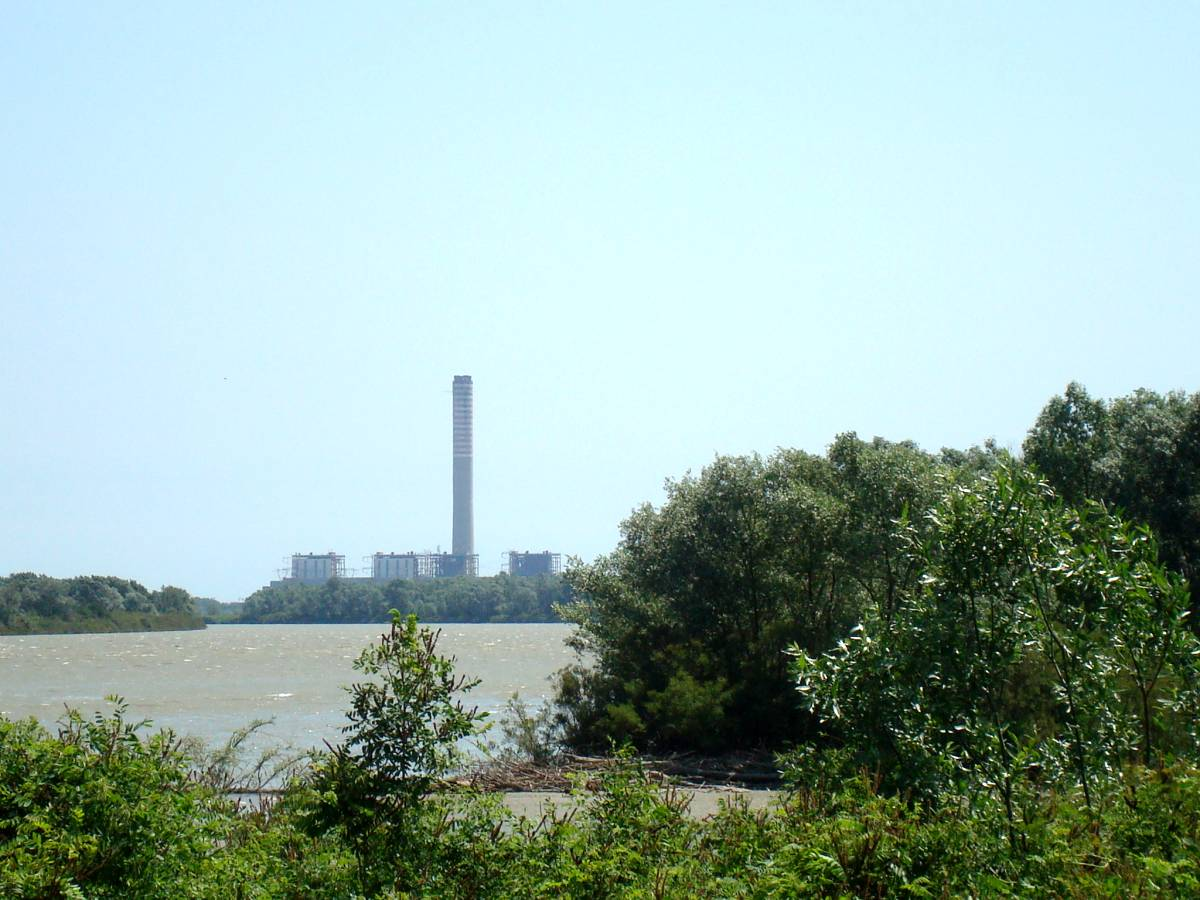
Centrale thermoélectrique de Polesine Camerini
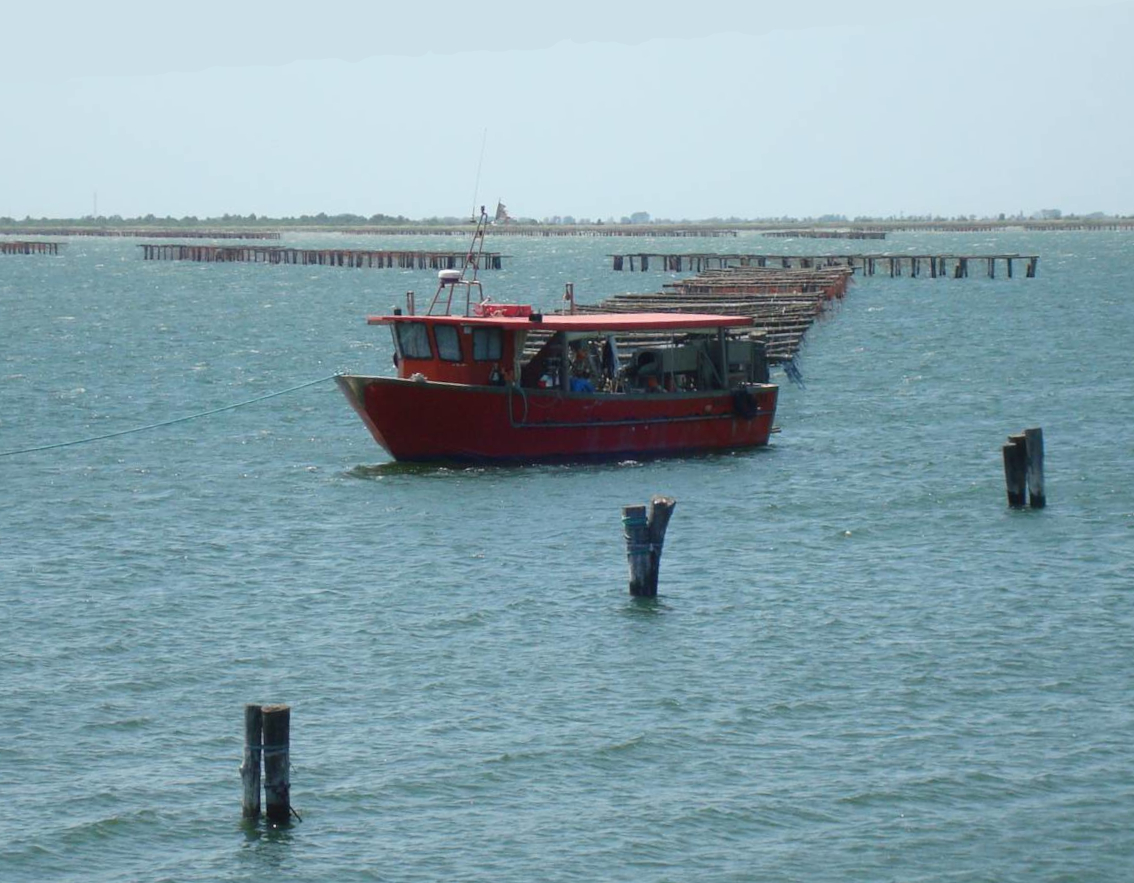
Anse de Scardovari
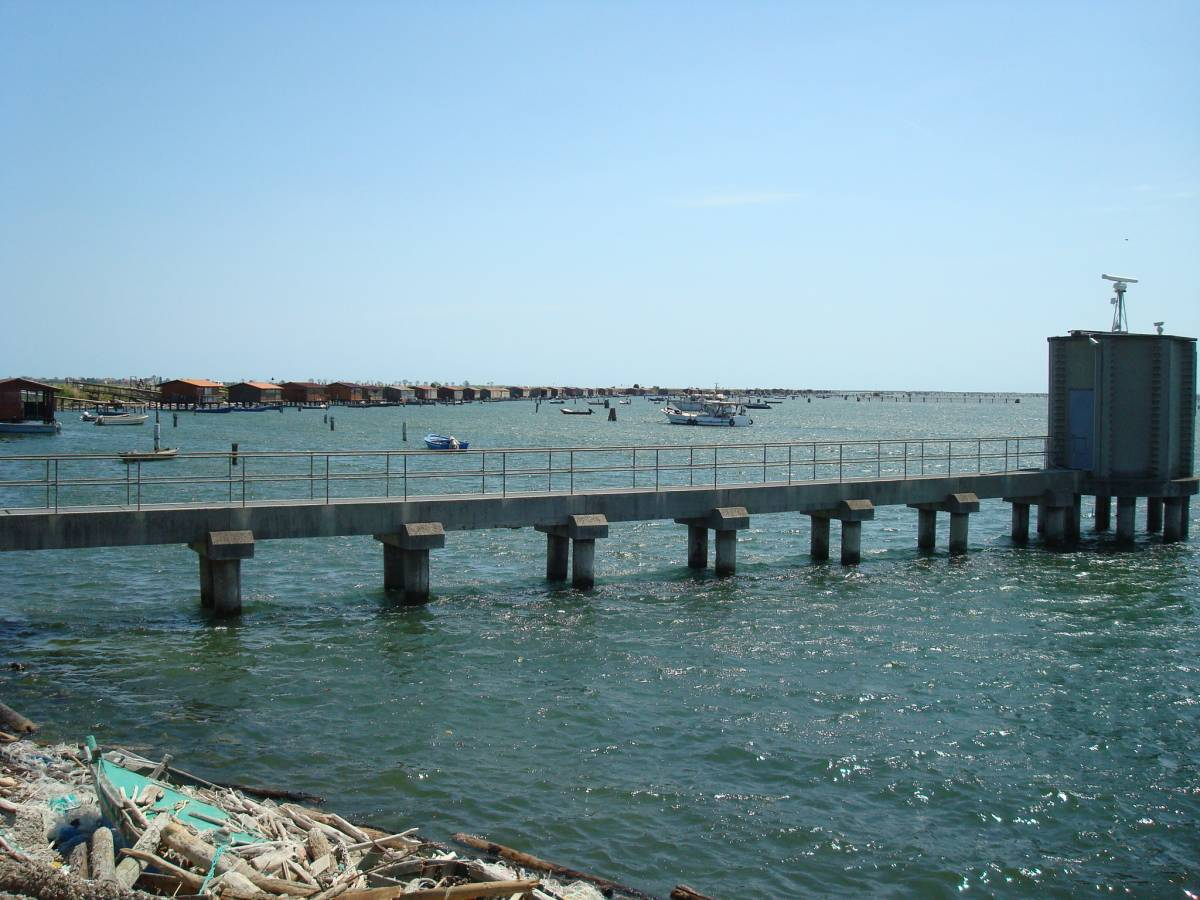
Cabanes de pêche
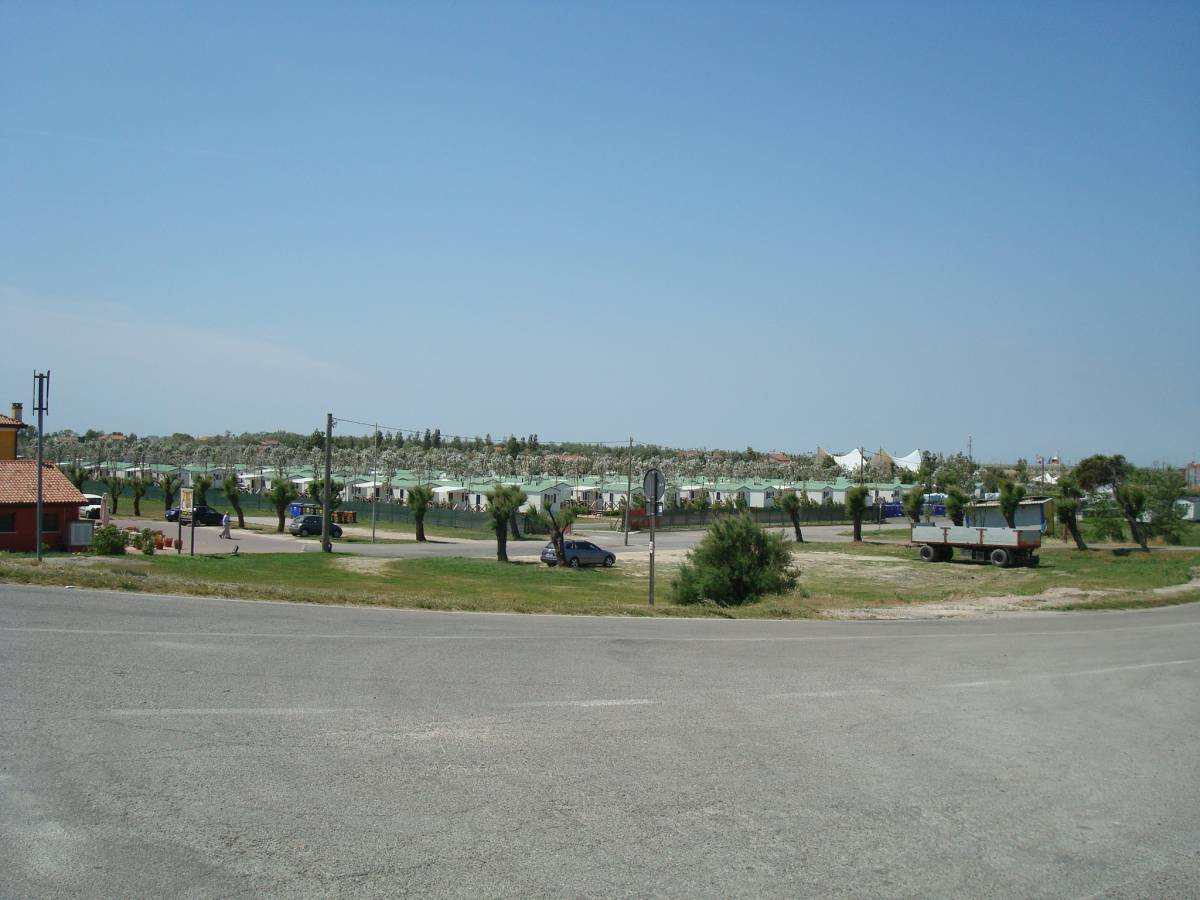
station balnéaire de Barricata

## Nature
Dépôts d’alluvionsLes alluvions, transportés par le fleuve, se déposent aux embouchures formant de fines langues de sable sur lesquelles vient se fixer une « végétation  pionnière ». Cette végétation consolide les bords et représente la première défense du delta aux assauts de la mer. Le vent, en modelant quotidiennement le profil des dunes côtières, rend ces barrières insubmersibles par les eaux de la mer. Ces zones représentent les derniers lieux sauvages où viennent nicher les mouettes, sternes et les rares bécasses marines. Les tempêtes ou les brusques débordements du Pô en modifiant le profil de ce front côtier, rendent difficile toute cartographie exacte.
Laguneles bassins du front de mer, duquel ils sont séparés par les dunes alluvionnaires, sont peu profonds et les eaux saumâtres sont le résultat du mélange des eaux douces du fleuve et de la mer. Ce milieu lagunaire est déterminé par l’action dynamique et combinée de la mer, du fleuve, des agents atmosphériques et de l’action de l’homme. Ainsi, la morphologie de la lagune change continuellement et, pour maintenir la grande richesse économique de ce délicat milieu, des interventions continues sont nécessaires, comme celles des PMI (Plans Intégrés Méditerranéens) financés par l’Union européenne.
MaraisLes marais (valli en italien) pour la pêche, sont des bassins fermés d’eaux saumâtres, situés au-delà des lagunes et qui, au travers de barrages et de siphons, s’approvisionnent en eau. La grande différence par rapport aux lagunes et due à la gestion hydraulique et ambiante voulues par l’homme ; ici les barènes ou lais affleurent ou disparaissent sous les eaux, selon les besoins, en modifiant le niveau. L’économie de ces marais est basée sur la pêche et la chasse avec une récente ouverture au tourisme naturaliste. Diverses espèces d’oiseaux peuplent cette zone en toutes les saisons : Canard colvert, Canard siffleur et foulque, proies recherchées par les chasseurs, Avocette élégante, Anatidae et flamant. Recherchés par les naturalistes.
CampagneAu cours du dernier siècle, l’aménagement du territoire du delta a été notablement modifié. Une série d’interventions, depuis la fin du XIXe siècle à aujourd’hui, a modifié tout le paysage naturel, surtout l’aspect agraire. Les ensemencements se sont étendus sur les terres incultes et le développement des nouvelles techniques agricoles ont rapidement éliminé les zones de maquis, les plantes arboricoles et les haies. Les directives européennes ont amené à une amélioration progressive des zones agricoles et un retour vers la nature par le reboisement et la plantation de haies, plus en correspondance avec un habitat de campagne.
Fleuves et rivesLe Pô recueille les eaux de l’entière plaine du Pô et, en la traversant, les porte à la mer. Avec un cours de 660 km, un bassin hydrographique de plus de 70 000 km2 et un débit d’eau moyen d’environ 1 500 m3/s ; ses eaux se divisent en sept branches dans le delta du Pô : Po di Venezia, Po di Goro, Po di Gnocca, Po di Maistra Po di Tolle, Po di Tramontana et Po di Scirocco. Sans compter les vielles ramifications que sont le Po di Volano et le Po di Levante qui témoignent des grands changements au cours des siècles passés, sans compter les anciens lits qui serpentent à travers la campagne et visibles uniquement par voie aérienne. Toutes les branches du Pô sont soumises à un contrôle continu des régimes hydrauliques par l’office de gestion du Pô, ce qui rend difficile d’admirer les rives (Franc-bord (géologie) ou golene en italien).
Ces francs-bords, espaces sablonneux entre la limite des eaux et le bord des terres, qui sont périodiquement submergés au moment des crues, ont la grande capacité d’absorber les substances organiques, réduisant ainsi les phénomènes de pollution. Ces zones sont le siège d’une végétation particulière comme le nénuphar, le jonc fleuri et la châtaigne d'eau. Pour la faune on distingue le gallinule (genre de poule d’eau),  le crabier chevelu, le Héron cendré, l’aigrette garzette et le Rémiz penduline (genre de passereau).

## Sources
- Office du tourisme et administration communale de Porto-Tolle